# تپه فیروز آباد
تپه فیروز آباد مربوط به هزاره دوم قبل از میلاد است و در شهرستان ایرانشهر، بخش بمپور، دهستان بمپور شرقی، ۳۰۰ متری غرب روستای فیروز آباد واقع شده و این اثر در تاریخ ۳۰ بهمن ۱۳۸۶ با شمارهٔ ثبت ۲۱۱۴۹ به‌عنوان یکی از آثار ملی ایران به ثبت رسیده است.